# (465) Al·lecto
Alekto és l'asteroide número 465. Va ser descobert per l'astrònom Max Wolf des de l'observatori de Heidelberg (Alemanya), el 13 de gener de 1901. La seva designació provisional era 1901 FW.